# Station Du Ruisseau
La station Du Ruisseau est une station de métro léger en construction située à Montréal dans l'arrondissement de Saint-Laurent. Elle fait partie de l'antenne A1 Brossard du Réseau express métropolitain.
En 2018, la Station Du Ruisseau était une gare qui faisait partie de la Ligne Deux Montagnes du train de banlieue Allo Exo.

## Origine du nom
Le nom, Du Ruisseau, viendrait du boulevard du Ruisseau, qui fait référence au ruisseau Raimbault (ou Notre-Dame-des-Neiges) qui traversait les terres de la côte Vertu pour rejoindre, 2 km vers le nord, la rivière des Prairies,.

## Correspondances

### Autobus
| Société de transport de Montréal | Société de transport de Montréal   | Société de transport de Montréal | Société de transport de Montréal |
| Circuit                          | Destinations                       | Tracé                            | Horaires                         |
| -------------------------------- | ---------------------------------- | -------------------------------- | -------------------------------- |
| 117                              | O'Brien                            | Tracé                            | Horaires                         |
| 135                              | De l'Esplanade                     | Tracé                            | Horaires                         |
| Société de transport de Laval    |                                    |                                  |                                  |
| Circuit                          | Destinations                       | Tracé                            | Horaires                         |
| 55                               | Laval-Ouest – Métro Henri-Bourassa | Tracé                            | Horaires                         |